# Lynn Lowry
Lynn Lowry, pseudonimo di Linda Kay Lowry (East St. Louis, 15 ottobre 1947), è un'attrice statunitense.

## Filmografia

### Cinema
- La rabbia dei morti viventi (I Drink Your Blood), regia di David E. Durston (1970)
- The Battle of Love's Return, regia di Lloyd Kaufman (1971)
- Sugar Cookies, regia di Theodore Gershuny (1973)
- La città verrà distrutta all'alba (The Crazies), regia di George A. Romero (1973)
- Score, regia di Radley Metzger (1974)
- Il demone sotto la pelle (Shivers), regia di David Cronenberg (1975)
- Fighting Mad, regia di Jonathan Demme (1976)
- Il bacio della pantera (Cat People), regia di Paul Schrader (1982)
- Evidenza sospetta (Compelling Evidence), regia di Donald Farmer (1995)
- Beyond the Dunwich Horror, regia di Richard Griffin (2008)
- Schism, regia di Derek Purtell (2008)
- George's Intervention, regia di J.T. Seaton (2009)
- La città verrà distrutta all'alba (The Crazies), regia di Breck Eisner (2010)
- Spirit, regia di Mark Wagner (2010)
- Next Door, regia di Andrew Sawyer (2010)
- The Super, regia di Evan Makrogiannis e Brian Weaver (2010)
- Psychosomatika, regia di Jeff Dylan Graham (2010)
- The Theatre Bizarre, regia collettiva (2011) - (segmento "Sweets")
- Divination, regia di J.T. Seaton - cortometraggio (2011)
- I Spill Your Guts, regia di James Balsamo (2012)
- The Haunting of Whaley House, regia di Jose Prendes (2012)
- The Trouble with Barry, regia di Mike Justice e Stephen Kitaen (2013)
- Mondo Sacramento 2, regia di Jason Rudy (2013)
- Ombis: Alien Invasion, regia di Adam R. Steigert (2013)
- Night of the Sea Monkey: A Disturbing Tale, regia di Michael S. Rodriguez - cortometraggio (2013)
- Trashtastic Trailers from the Underground, regia collettiva (2013)
- Ovulation, regia di Michael Wade Johnson (2013)
- Torture Chamber, regia di Dante Tomaselli (2013)
- My Stepbrother Is a Vampire!?!, regia di David DeCoteau (2013)
- The Legend of Six Fingers, regia di Sam Qualiana (2013)
- Mostly Dead, regia di Hernan Caraballo (2014)
- Dys-, regia di Maude Michaud (2014)
- A Grim Becoming, regia di Adam R. Steigert (2014)
- Dead Girls, regia di Neal E. Fischer e Del Harvey (2014)
- The Peripheral, regia di J.T. Seaton - cortometraggio (2014)
- The Divine Tragedies, regia di Jose Prendes (2015)
- Whispers, regia di Tammi Sutton (2015)
- Pretty Fine Things, regia di Ryan Scott Weber (2016)
- The Neighbours, regia di Mark Vella - cortometraggio (2016)
- Terror Tales, regia di Jimmy Lee Combs (2016) - (segmento "By Proxy")
- Model Hunger, regia di Debbie Rochon (2016)
- Ditch, regia di Joe Hendrick (2016)
- Talk of the Dead, regia di Eddie Bammeke - cortometraggio (2016)
- Trinity, regia di Skip Shea (2016)
- First Impressions Can Kill, regia di Eddie Bammeke - cortometraggio (2017)
- Ripper Tour, regia di Jason Read - cortometraggio (2018)
- Odissea della Morte, regia di Vince D'Amato (2018)
- Hell's Kitty, regia di Nicholas Tana (2018)
- Exposure, regia di Austin Snell (2018)
- On the Hunt, regia di Joe DeBartolo - cortometraggio (2018)
- Last American Horror Show, regia di Michael S. Rodriguez (2018) - (segmento "Night of the Seamonkey")
- Cynthia, regia di Devon Downs e Kenny Gage (2018)
- There's No Such Thing as Zombies, regia di Eddie Bammeke (2018)
- Like a Shadow, regia di Michael S. Rodriguez (2018)
- Ready For My Close Up, regia di Jason Read - cortometraggio (2019)
- Those Who Deserve to Die, regia di Bret Wood (2019)
- Hodeløse Forviklinger, regia di Per-Ingvar Tomren (2019)
- Rabid, regia di Jen e Sylvia Soska (2019)
- Desk Clerk, regia di Gary Lee Vincent (2019)
- Necropolis: Legion, regia di Chris Alexander (2019)
- Hematic Web, regia di Michael Wade Johnson (2020)
- Sky Sharks, regia di Marc Fehse (2020)
- Death Care, regia di Daniel Murphy e Cameron Scott (2020)
- Do We Really Have to Say Goodbye, regia di J.T. Seaton - cortometraggio (2020)
- Estella's Revenge, regia di Carlos Dunn e Steve Olander (2020)

### Televisione
- How to Survive a Marriage – serie TV, episodi 1x1 (1974)
- Sweet Revenge, regia di David Greene - film TV (1984)
- Wildside – serie TV, episodi 1x1 (1985)
- California (Knots Landing) – serie TV, episodi 6x13-10x12 (1985-1989)
- Generations – serie TV, 4 episodi (1990)
- Il giustiziere (Shoot First: A Cop's Vengeance), regia di Mel Damski - film TV (1991)
- Heaven Help Me, I'm in Love, regia di Mark Baranowski - film TV (2005)
- Dead Things, regia di D.T. Carney - film TV (2005) - (Segmento "Hexed")
- Splatter Disco, regia di Richard Griffin - film TV (2007)
- Basement Jack, regia di Michael Shelton - film TV (2009)
- Hack Job, regia di James Balsamo - film TV (2011)
- Hell's Kitty – serie TV, episodi 1x17-1x18 (2015)